# عياش بن أبي ثور
عياش بْن أَبِي ثور هو صحابي ولّاه عمر بن الخطاب على إقليم البحرين، تولى الإمارة بعد توجه عثمان بن أبي العاص إلى البصرة، ولم تطل مدته. ثم عزله وولى قدامة بن مظعون حتى سنة 20 هـ.